# Pascal Gaban

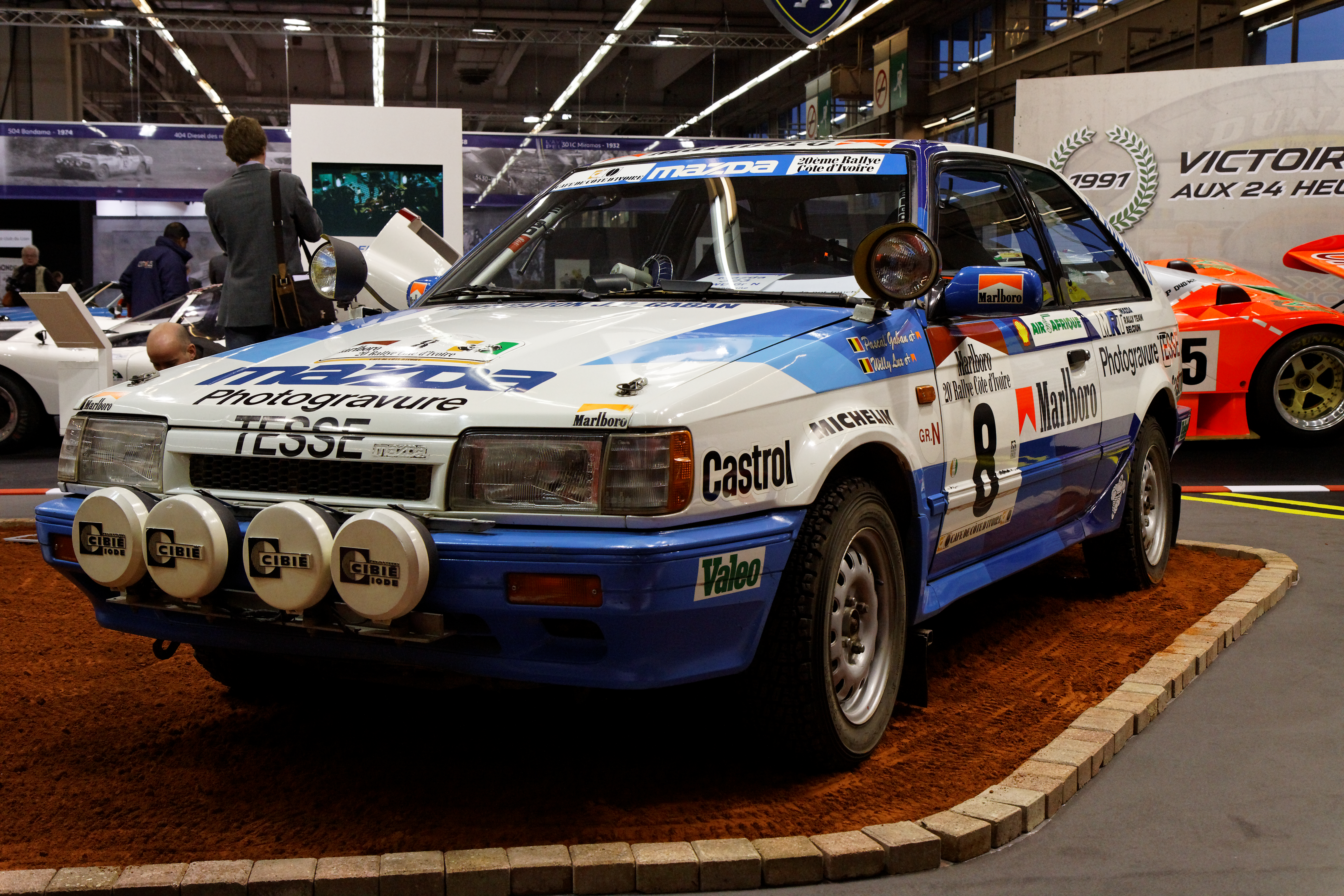
Une Mazda 323 GTX 4WD du Groupe N, équipage P. Gaban et W. Lux en Côte d'Ivoire WRC 1988 (2e à l'arrivée).

Pascal Gaban, né le 26 février 1965 à Uccle, est un ancien pilote de rallyes belge. Il est le fils de Jean-Pierre Gaban, qui a remporté le Rallye des Routes du Nord en 1967, et fut double vainqueur de la catégorie GT aux 24 Heures du Mans, en 1968 et 1969 sur Porsche 911T.

## Biographie
Il a participé à ses premières courses de rallyes en 1984 en Belgique.
Pascal Gaban a participé au WRC de 1987 (rallye Sanremo) à 1990 (rallye de l'Acropole), pour un total de 15 courses, terminant 2e du Rallye de Côte d'Ivoire en 1988 au général, marquant 16 points au championnat la même année.
Il a également participé à 28 courses comptant pour le championnat européen, de 1986 à 2005, avec Eddy Chevallier de 1986 à 2000, Jean-Pierre Delmelle en 2001 - 2002, Jean-François Elst en 2003, puis divers copilotes en 2004 - 2005 (2e du circuit des Ardennes en 1999, et 3e du rallye Bianchi en 2000).

## Palmarès en rallyes

### Titres
- Champion de Belgique des rallyes Nationaux (D2): 1986 sur Porsche 911;
- Champion du Monde des rallyes des voitures de production (P-WRC) (lors de sa seconde édition) : 1988, sur Mazda 323 GTX 4WD (copilote Willy Lux, lui-même une seconde fois Champion de monde P-WRC en 1992, cette fois avec un autre compatriote, Grégoire De Mévius).

### 2 victoires en P-WRC
- 1988: Rallye de l'Acropole;
- 1988: Rallye de Côte d'Ivoire (et second au général, avec une voiture de production);
  - 2e du rallye du Portugal en 1988.